# Nagarote
Nagarote est une municipalité nicaraguayenne du département de León au Nicaragua.